# Piotr Skarga
Piotr Skarga, poljski pridigar, protireformacijski pisec, hagiograf, jezuit, * 1536, Grójec, † 1612, Krakov.

## Življenje
Izhajal je iz plemiškega rodu. Šolanje je dokončal na Dunaju in v Rimu. Deloval je v Lvovu in Vilni, na vilenski jezuitski akademiji. Ključno je bilo njegovo delo v Krakovu, na dvoru kralja Sigismunda III., kjer je deloval kot eden izmed najbližjih kraljevih svetovalcev.
Bil je pomemben poljski predstavnik širjenja katolicizma na pravoslavnem vzhodu države. V svojih publicističnih prispevkih in govorih je z retorično spretnostjo nasprotoval zavzemanju za versko toleranco v državi. Prizadeval si je za utrditev kraljeve krone, ki bi bila podrejena le rimokatoliški cerkvi, in za zmanjšanje pravic plemstva, v čemer ga je podpirala kraljeva oblast. 
Imel je izjemen retorični ter pisateljski talent, vendar je bila vsebina pridig za časa njegovega življenja manj znana, medtem ko je bilo njegovo delo o življenjih svetnikov (pl. Żywoty świętych, 1579) zelo priljubljeno.
Pri kasnejših avtorjih kot sta bila poljski romantični pesnik Adam Mickiewicz in slikar Jan Matejko in po dokončnem razpadu poljske države leta 1795 se je pojavilo zanimanje tudi za Skargove preroške politične ideje. Ena izmed najznamenitejših slik Jana Matejke je Pridiga Skarge (pl. Kazanie Skargi), na kateri je Skarga naslikan kot edina postava v gibanju. To lahko dojemamo kot odraz časa, v katerem je bil Skarga politično ter ideološko zelo napreden. Del slike je kralj Sigismund III., ki predstavlja pomembnost kraljeve oblasti. Zanimiv za opazovalce je izbor kontrastnih barv, s katerimi Matejko prikazuje Sigismunda III. v svetlem in Skargo v temnem, simbolno ju povezuje z njunima stanovoma – kralj ter duhovnik. Slika prikazuje Skargo med preroško pridigo o razpadu poljske države, v kateri politično in ideološko kritizira stanje države. Prav o tem govori tudi Skargovo besedilo Pridige v skupščini (pl. Kazania sejmowe, 1597), ki predstavlja njegovo najpomembnejše delo, v katerem v osmih pridigah kritizira položaj fevdalcev in napoveduje, da bo v primeru neuvedbe sprememb država razpadla.

## Dela
- O jedności Kościoła bożego (O enotnosti božje cerkve, 1577)
- Żywoty świętych (Življenja svetnikov, 1579)
- Kazania sejmowe (Pridige v skupščini, 1597)
- Kazania na niedziele i święta (Pridige za nedelje in praznike)